# Panola
Panola es una comunidad no incorporada en el condado de Crenshaw, Alabama, Estados Unidos. Se ubica a 11 millas (17,7 km) al este de Fort Deposit.